# Морозовка (Онуфриевская поселковая община)
Морозовка (укр. Морозівка) — село в Онуфриевской поселковой общине Александрийского района Кировоградской области Украины
До 2020 года входило в Онуфриевский район
Население по переписи 2001 года составляло 112 человек. Почтовый индекс — 28123. Телефонный код — 5238. Код КОАТУУ — 3524684702.